# Rivière à Mars
Der Rivière à Mars ist ein Zufluss des Saguenay-Fjords in der Verwaltungsregion Saguenay–Lac-Saint-Jean im Osten der kanadischen Provinz Québec.

## Flusslauf
Der Rivière à Mars entspringt in den Laurentinischen Bergen im Schutzgebiet Réserve fauniqe des Laurentides. Von dort fließt er in überwiegend nördlicher Richtung. Er nimmt den Rivière à Mars Nord-Ouest linksseitig auf. Kurz vor Erreichen der von Saguenay eingemeindeten Stadt La Baie durchfließt er eine 700 m lange Schlucht. Er wendet sich anschließend nach Ostnordost, durchfließt das Zentrum von La Baie und mündet schließlich in die am Südufer des Saguenay-Fjords gelegene Bucht Baie des Ha! Ha!. Der Rivière à Mars hat eine Länge von 129 km. Er entwässert ein Areal von 660 km². Sein Einzugsgebiet grenzt im Osten an das des Rivière Ha! Ha!, der ebenfalls in die Baie des Ha! Ha! mündet. Im Westen befindet sich das Einzugsgebiet des Rivière du Moulin, der in Chicoutimi in den Rivière Saguenay mündet. Der mittlere Abfluss des Rivière à Mars beträgt 14 m³/s.

## Flussfauna
Zur Flussfauna des Rivière à Mars gehören Atlantischer Lachs und Bachsaibling.